# Omar Harfouch

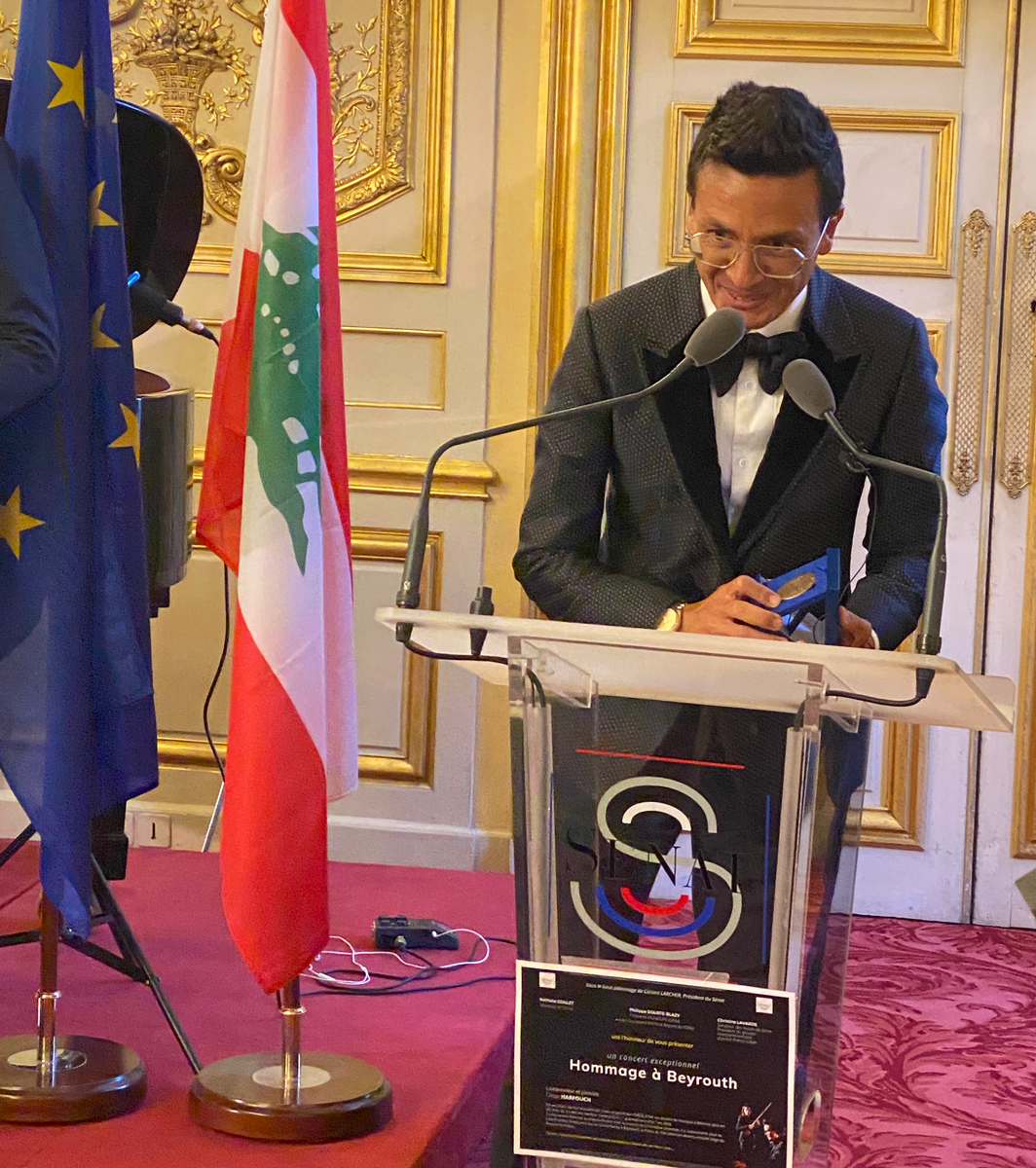
Omar Harfouch (2020)

Omar Harfouch (Arabisch: عمر حرفوش; geboren am 20. April 1969 in Tripolis, Libanon) ist ein libanesischer Komponist und Geschäftsmann. Er ist Eigentümer einer Kommunikationsgruppe in der Ukraine,  Miteigentümer des internationalen Fernsehsenders HDFashion & LifeStyle sowie Eigentümer des französischen Magazins Entrevue.

## Leben  und Wirken

### Herkunft und Musikstudium
Omar Harfouch wuchs in einer libanesischen Lehrerfamilie auf und besuchte als sunnitischer Muslim eine christliche Schule. Das Klavierspiel erlernte er zunächst autodidaktisch. Nach dem Gewinn eines Klavierwettbewerbs in Russland studierte er am Moskauer Konservatorium und später am Mikhail-Glinka-Konservatorium in Dnipro (Ukraine) Klavier bei Natalia Vladimiravna Protsenko sowie Komposition.

### Wirken als Unternehmer
In Kiew gründete Harfouch zusammen mit seinem Bruder Walid Harfouch die Supernova-Mediengruppe, zu der auch der ukrainische UKW-Radiosender Radio Supernova gehört. Er ist Herausgeber und Redakteur der russischen Zeitschrift Paparazzi. Im Jahr 2023 gründete Harfouch zusammen mit seiner Frau Yulia Harfouch den internationalen Fernsehsender HDFashion & LifeStyle. 2023 wurde Harfouch Eigentümer des französischen Magazins Entrevue.

### Politische und humanitäre Aktivitäten
Harfouch startete im Libanon ein groß angelegtes Antikorruptionsprojekt. Zusammen mit Mitgliedern des Europäischen Parlaments entdeckte er angeblich die ersten 150 Millionen US-Dollar auf ausländischen Konten, die aus dem libanesischen Haushalt gestohlen wurden, und behauptete auch, diese beschlagnahmt zu haben.
Harfouch setzte sich politisch für die Gründung einer säkularen dritten Republik ein, über seine Positionen wurde in vielen libanesischen Medien berichtet. Er kandidierte bei den Parlamentswahlen am 15. Mai 2022 im Wahlkreis Tripolis, wurde aber nicht gewählt.
Humanitär setzt er sich für den Frieden und die Verständigung der Völker und Kulturen ein. Er ist Ehrenpräsident einer Organisation für Dialog und Vielfalt.

### Kompositorisches Wirken

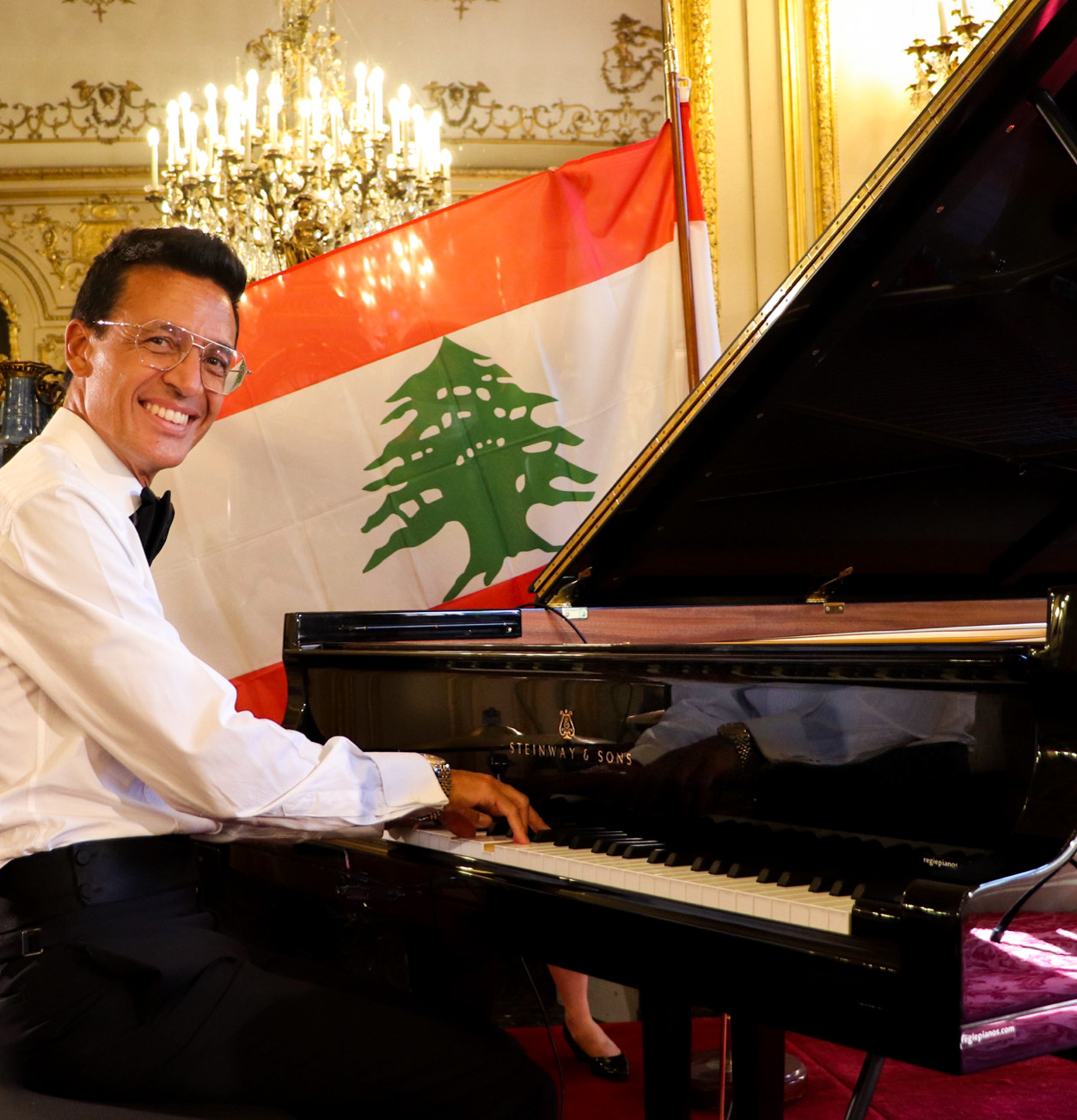
Omar Harfouch vor einem Konzert (2020)

Mit seinem kompositorischen Wirken setzt sich Harfouch thematisch für den Frieden ein. Im September 2024 wurde sein Werk Concerto for Peace  vom Orchestre Béziers méditerranée unter der Leitung von Mathieu Bonnin am Pariser Théâtre des Champs-Élysées sowie im Hauptsitz der Vereinten Nationen in Genf aufgeführt. Eine weitere Aufführung erfolgte im November 2024 in der Sixtinischen Kapelle der Vatikanischen Apostolischen Bibliothek. Anschließend wurde Harfouch von Papst Franziskus die Jubiläumsmedaille 2025 des Vatikans in Anerkennung seines Beitrags zur Förderung des Friedens durch Musik verliehen.
Im Dezember 2024 wurde das Konzert in der Dubai Opera aufgeführt. Bei der Veranstaltung trat auch der UNICEF-Botschafter Orlando Bloom auf. Das Konzert beinhaltete eine 3D-Installation, die die Wärme und kulturelle Einheit des Nahen Ostens symbolisierte, sowie einen Überraschungsauftritt von Chico & the Gypsies.
Ein weiteres Werk ist die Komposition für Klavier und Orchester Sauvez une vie, vous sauvez l’humanité (deutsch: Rette ein Leben, rette die Menschheit) wurde unter anderem bei der Europäischen Kommission in Brüssel aufgeführt.

### Wirken in den Medien
In Frankreich wurde er im April 2006 einer breiten Öffentlichkeit bekannt, als er zugunsten von Reporter ohne Grenzen an der Reality-Show Je suis une célébrité, sortez-moi de là! – ein Pendant zur deutschen Sendung Ich bin ein Star, holt mich hier raus! – teilnahm. Er organisierte zusammen mit Endemol den Miss-Europa-Wettbewerb, der ursprünglich auf dem französischen Fernsehsender TF1 ausgestrahlt wurde.
Zudem  ist er regelmäßiger Spender und Gast beim Wohltätigkeitsdinner AMFAR in Cannes.

## Auszeichnungen
Harfouch wurde von Papst Franziskus die Jubiläumsmedaille 2025 des Vatikans in Anerkennung seines Beitrags zur Förderung des Friedens durch Musik verliehen.
2024 wurde er für seine Komposition „Rette ein Leben, rette die Menschheit“ bei der 11. Ausgabe der CAEL AWARDS in Dubai ausgezeichnet.
Ebenfalls 2024 erhielt er während der 81. Internationalen Filmfestspiele von Venedig den Best Achievement for Peace Award. Der Schauspieler Kevin Costner überreichte den Preis in Anerkennung von Harfouchs Engagement für die Förderung der Menschenrechte und sozialer Anliegen.

## Buchveröffentlichungen
- Mystères, scandales et... fortune. Verlag Pascal Petiot, 2006, ISBN 2-84814-044-5.
- Confessions d'un milliardaire. Autobiografie, 2006, ISBN 978-2848140353.

## Filmografie
- 2003: Beauty Will Save the World
- 2006: Je suis une célébrité, sortez-moi de là!